# Бар (Јура)
Бар (фр. Barre) насеље је и општина у источној Француској у региону Франш-Конте, у департману Јура која припада префектури Доле.
По подацима из 2011. године у општини је живело 224 становника, а густина насељености је износила 67,67 становника/km². Општина се простире на површини од 3,31 km². Налази се на средњој надморској висини од 236 метара (максималној 262 m, а минималној 209 m).

## Демографија
| 1962. | 1968. | 1975. | 1982. | 1990. | 1999. | 2011. |
| ----- | ----- | ----- | ----- | ----- | ----- | ----- |
| 184   | 184   | 153   | 158   | 176   | 230   | 224   |

График промене броја становника у току последњих година